# NaChu
NaChu（日语：なちゅ，1984年12月23日—）是日本的藝人、女子偶像團體SDN48的前成員。本名是竹川奈津子。出生于大阪府，長大于東京都。Watanabe Entertainment所屬。2010年5月15日昇格為正規成員。

## 经历
大阪府豐中市出生，後來在東京都長大。品川女子学院高等部、目白大学社会学部媒體表現学科畢業。
2009年8月1日開始開始SDN48的活動（MC専屬人員合格）。被綜合製作人秋元康稱為「あきもってぃ」。2009年中移籍到Biscuit Entertainment。之後，再回到渡邊娛樂。
2012年3月31日在NHK Hall舉辦的『SDN48 コンサート「NEXT ENCORE」 in NHKホール』從SDN48畢業。

## 参加曲

### 單曲CD選抜曲
AKB48名義
- 馬路須加學園頂尖藍調

SDN48名義
- 愛神觸發 - Under Girls A名義
- 淡路島的洋蔥 - Under Girls B名義
- 女人 - Under Girls B名義
- カムジャタン慕情 - Under Girls A名義
- 崇尚奈津子 - Under Girls A名義

### 劇場公演小組曲
SDN48 1st Stage「誘惑的吊襪帶」公演
沒有参加小組曲

## 出演

### 綜藝節目
- 恋のから騒ぎ（日本電視台） - 13期生
- ☆スタ缶〜レジェンド〜☆（あっ!とおどろく放送局）
- 草野☆キッド（2008年8月6日・11月18日、朝日電視台）
- 森田一義アワー 笑っていいとも!（2009年1月8日、富士電視台） - 「出たいドル!」コーナーからエンディングまで出演
- AKBINGO!（「ムチャぶりドッジボール」的懲罰遊戲出演。日本電視台）
- Happy Music（日本電視台） - 正式成員
- すっぽんの女たち（2010年6月2日 - 、朝日電視台） - 與SDN48的成員出演

### 電視劇
- 天才兒童MAX「天てれドラマ『ミラクルシャッター』」第4話（2009年5月4日、NHK教育）
- 馬路須加學園（2010年1月8日 - 3月26日、東京電視台） - 飾演 鬼塚だるま
- 馬路須加學園2 第1話・最終話（2011年4月15日・7月1日、東京電視台） - 飾演 鬼塚だるま

### 演唱會
- AKB104選抜メンバー組閣祭り第1公演（2009年8月22日、日本武道館）
- AKB48 リクエストアワーセットリストベスト100 2010 with アメーバピグ第4公演（2010年1月24日、SHIBUYA-AX)
- AKB48 満席祭り希望 賛否両論第3公演（2010年3月25日、横浜アリーナ）
- AKB48 コンサート「サプライズはありません」第3公演（2010年7月11日、代代木第一体育館）
- Visit Zooキャンペーン応援プロジェクト AKB48 東京秋祭り supported by NTTぷらら（2010年10月10日、葛西臨海公園）

## 外部連結
- SDN48官方資料
- 官方資料（页面存档备份，存于）（Biscuit Entertainment）
- なちゅでちゅ（页面存档备份，存于）（官方網站）
- ワタナベガールズ官方網站
- NACHU BLOG
- なちゅ 官方部落格（页面存档备份，存于）
- なちゅ 官方部落格（页面存档备份，存于） - GREE
- Biscuit Entertainment 学生介紹（页面存档备份，存于）
- NaChu的X（前Twitter）